# Thomas Bajada

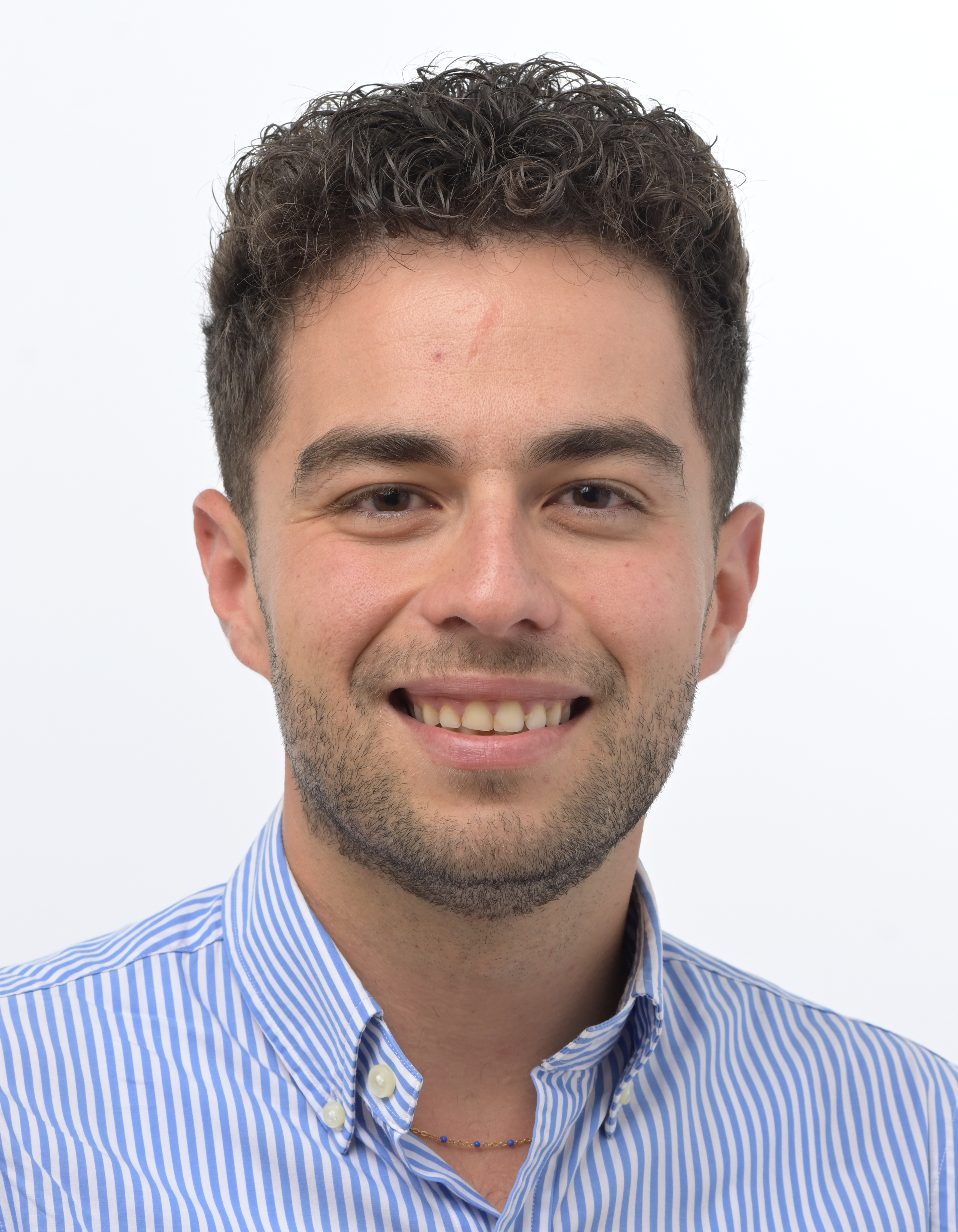
Thomas Bajada

Thomas Bajada (nascido em 1994, na ilha de Gozo) é um político maltês. Membro do Partido Trabalhista, foi eleito Deputado ao Parlamento Europeu (MEP) nas eleições para o Parlamento Europeu de 2024.